# Jibek Joly TV

CaspioNet台标

Jibek Joly TV是哈薩克斯坦的国际宣传电视频道，總部設在首都阿斯塔納，於2002年10月25日以為名開播，2012年更名為，后因哈薩克語拉丁化更名为，2022年改为现名，Jibek Joly在哈萨克语中有“丝绸之路”之意。频道使用哈薩克語、俄語、英語、乌孜别克语、柯尔克孜语等语言播送電視節目。

## 外部連結
- 官方網站 （哈薩克文）（俄文）（英文）